# Резолюция Совета Безопасности ООН 4
Резолюция Совета Безопасности ООН 4, принятая 29 апреля 1946 года, осудила режим Франко в Испании и сформировала подкомитет, который рассматривал деятельность Франко.
Резолюция была принята 10 голосами. СССР воздержался.